# مارگاریتا سالاس

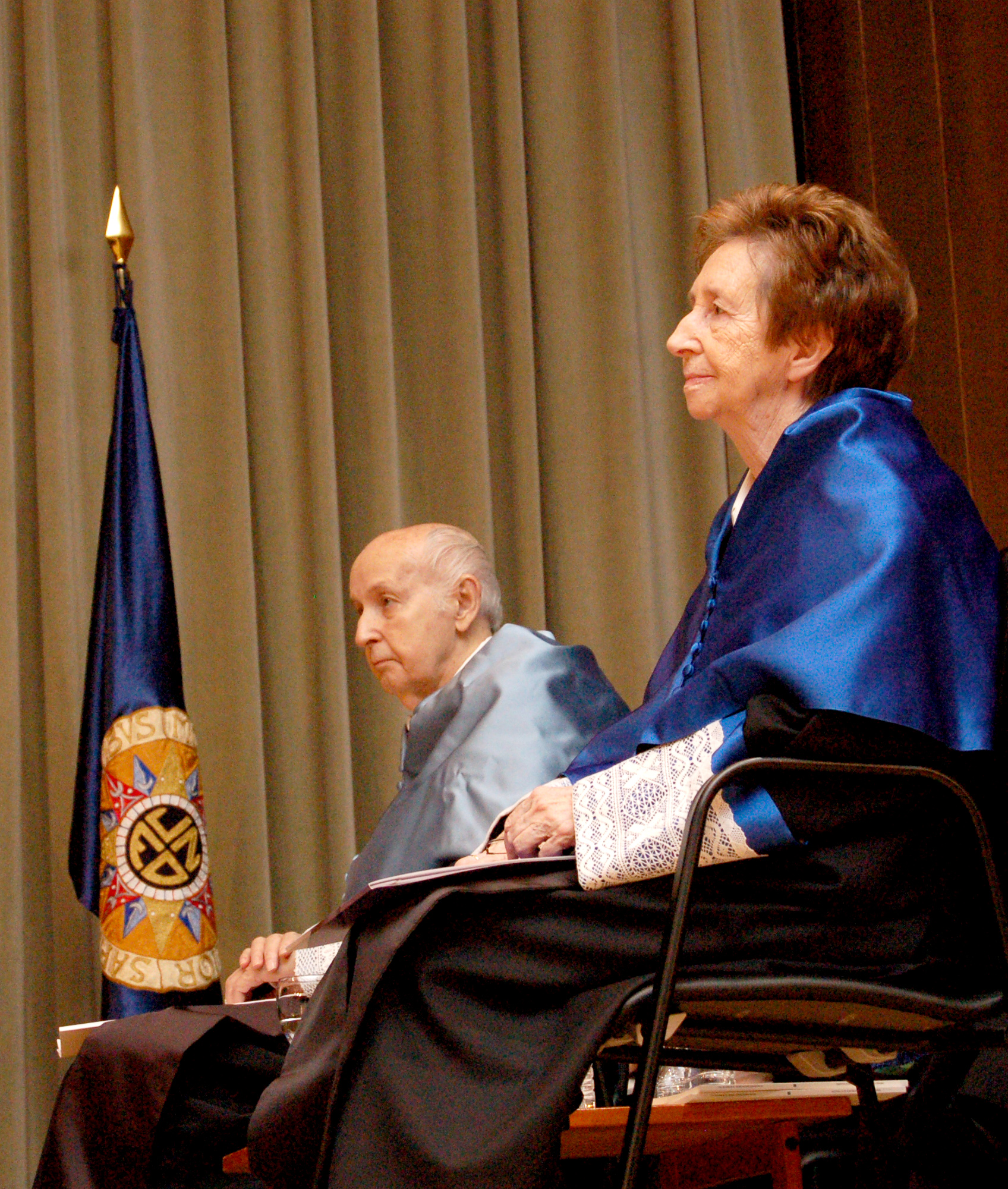
مارگاریتا سالاس در مراسم دریافت دکترای افتخاری از «دانشگاه ملی آموزش از راه دور»، ۲۰۱۱

مارگاریتا سالاس فالگوئراس (اسپانیایی: Margarita Salas Falgueras‎؛ ‏ ۳۰ نوامبر ۱۹۳۸ – ۷ نوامبر ۲۰۱۹) دانشمند، پژوهشگر پزشکی و مؤلف در زمینه‌های بیوشیمی و ژنتیک مولکولی بود.
او زیست‌شناسی مولکولی را در اسپانیا توسعه داد و همچنین به عنوان دانشیار افتخاری شورای ملی پژوهش اسپانیا در مرکز زیست‌شناسی سِوِرو اوچوآ (UAM) در دانشگاه مستقل مادرید فعالیت نمود. در سال ۲۰۱۶ او نخستین زنی بود که نشان اچه‌گارای را دریافت کرد که توسط «آکادمی سلطنتی علوم اثباتی، فیزیکی و طبیعی» (Real Academia de Ciencias Exactas, Físicas y Naturales) به او اعطا شد.
«ویروس باکتریایی فی۲۹ دی‌ان‌ای پلیمراز» که سالاس آن را کشف کرد، توسط شورای ملی پژوهش اسپانیا به عنوان پردرآمدترین حق ثبت اختراع در اسپانیا شناخته شد. مجموعهٔ کارهای او، همان‌طور که در نشریهٔ لوکال در سال ۲۰۱۹ توصیف شد، موجب اختراع «روشی سریع تر، ساده‌تر و قابل اعتمادتر برای تکثیر مقادیر کمی از دی‌ان‌ای به مقادیر کافی برای آزمایش کامل ژنومی» شد.
او نخستین زن علمی بود که تا کنون به عضویت آکادمی سلطنتی اسپانیا درآمد. اندکی قبل از مرگش، جایزه مخترع برتر اروپا در سال ۲۰۱۹ به او اهدا شد. سالاس توسط پادشاه خوآن کارلوس یکم در تابستان ۲۰۰۸ با اهدای لقب موروثی مارکیز کانرو به جمع اشراف اسپانیایی پیوست. او در طول فعالیت خود در دانشگاه به بیش از ۴۰ دانشجوی دکترا مشاوره داد و بیش از ۲۰۰ مقاله علمی منتشر کرد. او مدافع صریح زنان و فلسفه علم فمینیستی بود.

## زندگی‌نامه
مارگاریتا سالاس فالگوئراس در ۳۰ نوامبر ۱۹۳۸ در کانرو، یکی از بخش‌های بالدس آستوریاس در اسپانیا به دنیا آمد. او دختر خوزه سالاس مارتینِس (۱۹۰۵–۱۹۶۲)، دکتر روان‌پزشکی بود که بر او تأثیر گذاشت و علاقه او را به علم تشویق کرد، و مارگاریتا فالگوئراس گاتل (۱۹۱۲/۱۹۱۳–۲۰۱۴)، یک معلم مدرسه. او دو برادر داشت که آنها نیز دانشمند بودند: خوزه سالاس فالگوئراس (۱۹۳۷–۲۰۰۸) و ماریا لوئیزا «ماریسا» سالاس فالگوئراس. در شانزده سالگی برای انجام کنکور ورودی شیمی و پزشکی به مادرید رفت. او وارد دانشکده شیمی شد و در تابستان ۱۹۵۸ با سِوِرو اوچوآ آشنا شد که روی حرفه او تأثیر گذاشت و او را به سمت بیوشیمی سوق داد. او از دانشگاه کمپلوتنسه مادرید با مدرک کارشناسی شیمی فارغ‌التحصیل شد و در سال ۱۹۶۳ مدرک پی‌اچ‌دی را با راهنمایی آلبرتو سولز (از شورای تحقیقات ملی اسپانیا) دریافت کرد.
پس از پایان رسالهٔ دکترا، او در اوت ۱۹۶۴ به همراه همسرش «اِلادیو وینیوئلا»، که در سال ۱۹۶۳ با او ازدواج کرد، به ایالات متحده آمریکا سفر کرد تا با سِوِرو اوچوآ کار کند. در بازگشت به اسپانیا، سالاس و همسرش آزمایشگاهی برای پژوهش در زمینهٔ زیست‌شناسی مولکولی در مرکز تحقیقات بیولوژیکی مادرید تأسیس کردند. وینیوئلا در سال ۱۹۷۰ زمینه تحقیقاتی متفاوتی را آغاز کرد و در مورد ویروس طاعون آفریقایی مطالعه کرد، تا سالاس بر اساس شایستگی‌های علمی خود شناخته شود. سالاس از سال ۱۹۶۸ تا ۱۹۹۲ استاد ژنتیک مولکولی در دانشکده شیمی دانشگاه کمپلوتنسه مادرید بود. او همچنین از سال ۱۹۷۴ استاد مرکز بیولوژی مولکولی سِوِرو اوچوآ در مادرید شد و مابین سال ۱۹۹۲ تا ژانویه ۱۹۹۴، مدیر آن مرکز پژوهشی بود.
او از سال ۱۹۸۸ تا ۱۹۹۲ رئیس انجمن بیوشیمی اسپانیا (SEBBM) بود. وی سپس به عنوان مدیر بنیاد تحقیقات زیست‌پزشکی در بیمارستان گرگوریو مارانیون (۲۰۰۱–۲۰۰۴) و مؤسسه اسپانیا (۱۹۹۵–۲۰۰۳) خدمت کرد. او یکی از کسانی بود که سبب ترویج پژوهش‌های بیوشیمی و زیست‌شناسی مولکولی در اسپانیا بود. او استاد افتخاری شورای ملی پژوهش اسپانیا در زمینه زیست‌فناوری و عضو فرهنگستان هنر و علوم آمریکا و آکادمی ملی علوم ایالات متحده بود.
در ۷ نوامبر ۲۰۱۹، او به‌دلیل عارضه یک بیماری گوارشی که قرار بود تحت عمل جراحی قرار گیرد، بر اثر ایست قلبی درگذشت.